# Mandylion

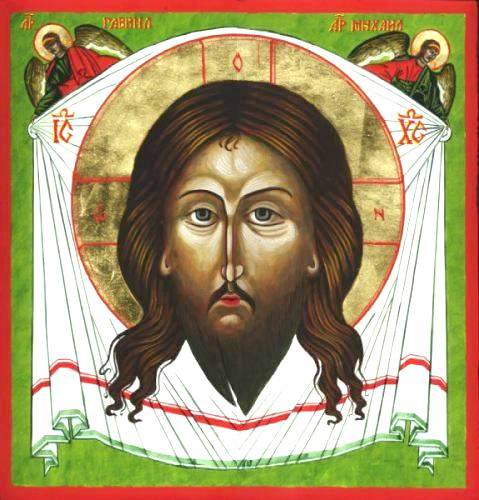
Un dipinto ispirato al mandylion.

Il mandylion (in greco μανδύλιο?, in arabo ﻣﻨﺪﻳﻞ‎?, mandīl, lett. "panno, fazzoletto") o immagine di Edessa era un telo, venerato dalle comunità cristiane orientali, sul quale era raffigurato il volto di Gesù. L'immagine era ritenuta di origine miracolosa ed era quindi detta acheropita, cioè "non fatta da mano umana".
Il mandylion era conservato inizialmente a Edessa di Mesopotamia (oggi Urfa, in Turchia). Nel X secolo fu traslato a Costantinopoli. Se ne persero le tracce nel 1204, quando la città fu saccheggiata nel corso della Quarta crociata. Alcuni studiosi ritengono che esso fosse lo stesso telo noto oggi come Sindone di Torino.

## Storia

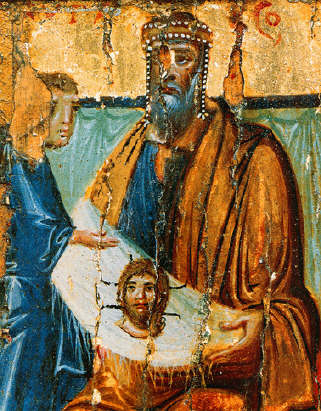
Abgar V regge il mandylion. Icona del X secolo.

La sua origine era spiegata in modo leggendario: nella sua Storia Ecclesiastica (325), Eusebio di Cesarea narra che Abgar V Ukama ("il Nero"), re di Edessa (4 a.C.–7, 13–50), era malato; saputo dell'esistenza di Gesù che operava miracoli, gli mandò un suo inviato per farne un ritratto e chiedergli che si recasse alla corte di Edessa; Gesù non andò, ma dopo la sua Ascensione al cielo, Tommaso apostolo si recò a Edessa a predicare, inviando uno dei suoi discepoli, Taddeo, alla corte del sovrano per catechizzarlo e battezzarlo.
Un rifacimento della Dottrina di Addai, intitolata Atti di Taddeo, modifica l'antica tradizione di un ritratto di Gesù eseguito dall'archivista di corte, Hannan, per il re Abgar: il messaggero voleva osservare attentamente le sue sembianze per riprodurle, ma sarebbe stato Gesù stesso a dargli la sua immagine asciugandosi il volto su un telo detto ῥάκος τετράδιπλον [ràkos tetràdiplon], cioè ripiegato quattro volte doppio. Quel panno, chiamato sindon o mandylion, con la straordinaria immagine acheropita (cioè "non fatta da mani d'uomo"), fu portato al re, che in seguito alla vista del Volto di Cristo fu guarito miracolosamente dalla malattia. Allora Abgar fece fissare l'immagine sopra una tavola ornata d'oro.
Egeria, pellegrina a Edessa nel 384, riferisce che il vescovo della città, nel farle visitare i luoghi notevoli, la condusse alla Porta dei Bastioni dalla quale era entrato Hannan recando la lettera di Gesù; però il resoconto di quanto ha visto non fa cenno all'immagine.
La prima notizia ritenuta attendibile della presenza del mandylion a Edessa è della metà del VI secolo. Nel 544 la città fu assediata dai Sasanidi guidati dal re Cosroe I Anushirvan: secondo Evagrio Scolastico (594), la città fu liberata dall'assedio grazie all'immagine sacra. Anche un inno siriaco coevo considera l'esistenza di quell'immagine miracolosa già nota ed acquisita.
Secondo la tradizione, il telo con l'immagine acheropita di Cristo era stato rinvenuto in una nicchia dentro un muro sovrastante una porta della città. Alcuni danno credito a questa tradizione, ritenendo che il mandylion fosse stato nascosto secoli prima a causa delle persecuzioni e poi dimenticato; il ritrovamento potrebbe essere avvenuto durante i lavori di ricostruzione seguiti alla catastrofica inondazione del Daisan, il corso d'acqua che attraversa Edessa, avvenuta nel 525. La notizia di questa inondazione è riportata da un autore dell'epoca, Procopio di Cesarea. Molti monumenti biblici furono danneggiati o distrutti. Giustiniano I intraprese una monumentale ricostruzione della città di Costantinopoli, della quale beneficiò anche la chiesa principale, Santa Sofia.
Jack Markwardt ha invece avanzato l'ipotesi che il mandylion (che egli identifica con la Sindone) sia giunto ad Edessa soltanto nel 540, il che spiegherebbe l'assenza di notizie precedenti: prima di tale data sarebbe stato custodito ad Antiochia. Il trasporto sarebbe avvenuto quando la città, quattro anni prima di Edessa, fu attaccata da Cosroe e molti nell'imminenza dell'assedio fuggirono.
Al mandylion fu destinata una piccola cappella situata a destra dell'abside; era conservato in un reliquario e non veniva esposto alla vista dei fedeli.
Quando Edessa venne occupata dai musulmani, il mandylion continuò ad esservi conservato per qualche tempo. Tuttavia si iniziò a temere per la sua sorte; quindi nel 944 il domestikos (generale) bizantino Giovanni Curcuas, in cambio di 200 prigionieri musulmani, lo recuperò per portarlo a Costantinopoli. Qui esso arrivò accompagnato da una folla in tripudio e collocato con una cerimonia fastosa dal basileus Costantino Porfirogenito nella Chiesa della Vergine di Pharos: il suo arrivo veniva ricordato in una festa liturgica anniversaria, il 16 agosto. In alcuni canoni composti per tale festa, si fa cenno all'immagine e le si attribuisce una potenza taumaturgica. Più tardi il mandylion fu spostato alle Blacherne, vicinissima quindi alla residenza imperiale, a sottolineare la speciale venerazione riservatagli dagli Imperatori.
Giovanni Damasceno (morto nel 749) menziona l'immagine nel suo lavoro a difesa delle sacre immagini, ricordando tuttavia la tradizione secondo cui Abgar, richiesta un'immagine di Gesù, ottenne un tessuto sul quale Gesù avrebbe impresso miracolosamente la propria immagine. Il tessuto è descritto come oblungo, e non quadrato, come affermano invece altre tradizioni, senza che si parli di alcun ripiegamento del tessuto stesso.
Nel 1204 la Quarta crociata si concluse con l'assedio e il saccheggio di Costantinopoli, e il mandylion scomparve. La sua sorte successiva è ignota.

## Imandylionoggi
Esistono oggi tre presunti mandylion che si trovano l'uno a Genova, l'altro a Roma e l'altro ancora a Manoppello (PE); si tratta di oggetti le cui prime attestazioni storiche risalgono al XIV per quello di Genova e al XVII secolo per quello di Roma, mentre relativamente a quello di Manoppello l'origine è imprecisata essendo "comparso" a Manoppello nel 1506. Anche la Sindone di Torino, la cui prima documentazione storica risale anch'essa al XIV secolo, è stata proposta come il mandylion originale.

### Ilmandyliondi Genova
L'immagine di Cristo, dipinta su tavola di legno di pioppo, è conservata nella piccola chiesa di San Bartolomeo degli Armeni. La tradizione afferma che fu "regalata"  intorno all'anno 1384 al doge genovese Leonardo Montaldo dall'imperatore bizantino Giovanni V Paleologo.
Il Mandylion, donato alla Repubblica di Genova, per testamento, dal doge stesso, fu affidato nel, 1388, ai monaci basiliani del monastero di San Bartolomeo degli Armeni, dove tuttora è conservato. Nel 1507, la reliquia fu trafugata in Francia per essere restituita un anno dopo. Nel 1522, a seguito dell'assedio spagnolo alla città, fu interrata e dissotterrata pochi anni più tardi.
I diversi studi condotti per datare la tavola dipinta, collocano la sua realizzazione intorno all'anno Mille, sia sulla base delle stoffe interne alla cornice che dei pigmenti pittorici., mentre le indagini svolte con il carbonio C-14, ne collocano la realizzazione intorno agli anni 1240 - 1280, con approssimazione del 62%.

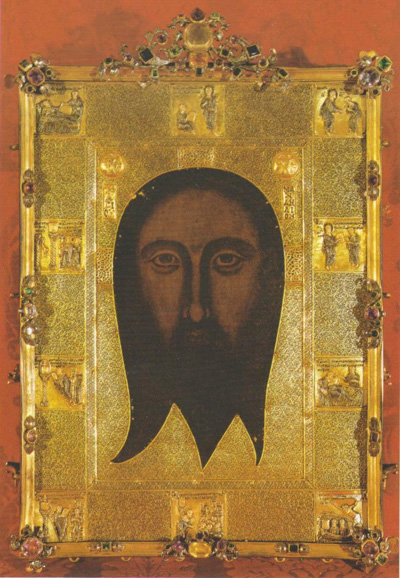
il Mandylion di Genova

Studi condotti nel 1969 da Colette Dufour Bozzo hanno datato la ricca e lavorata cornice bizantina al XIV secolo.

### Ilmandyliondi Roma

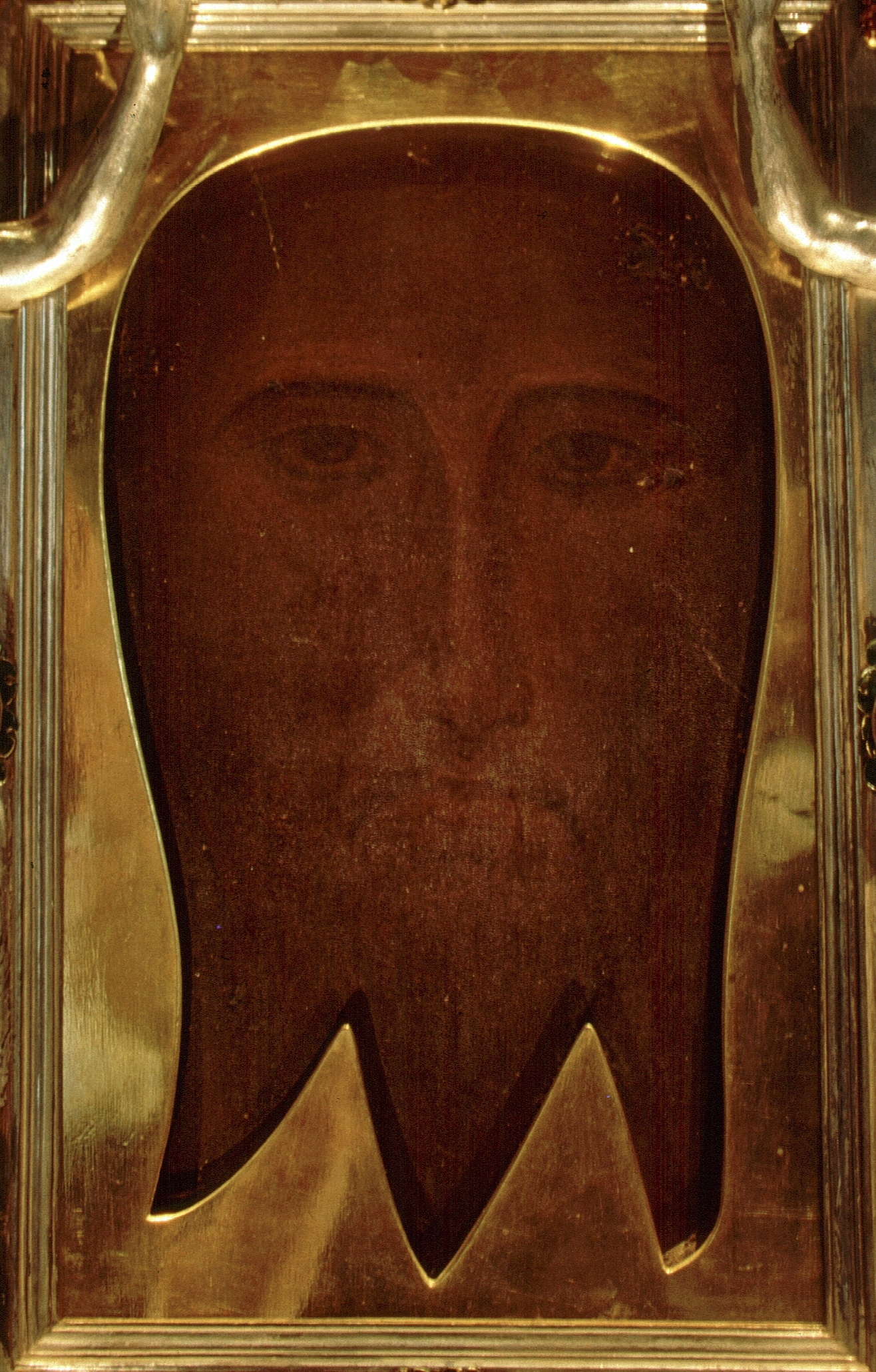
Il mandylion di Roma.

L'immagine di Roma è dipinta su tavola (quindi è da escludere che essa sia il mandylion originale). Fu esposta nella chiesa di San Silvestro in Capite nel 1870 ed è ora conservato nella Cappella di Matilda in Vaticano. Di foggia barocca, fu donata da suor Dionora Chiarucci nel 1623. La più antica notizia che la riguardi risale al 1517. All'epoca ne sarebbe stata vietata l'esposizione per evitare incongrue competizioni con la cosiddetta Veronica. Recentemente è stata esposta in mostre internazionali: all'Expo 2000 in Germania nel padiglione della Santa Sede e nel 2008 negli Stati Uniti.

### Ilmandyliondi Manoppello

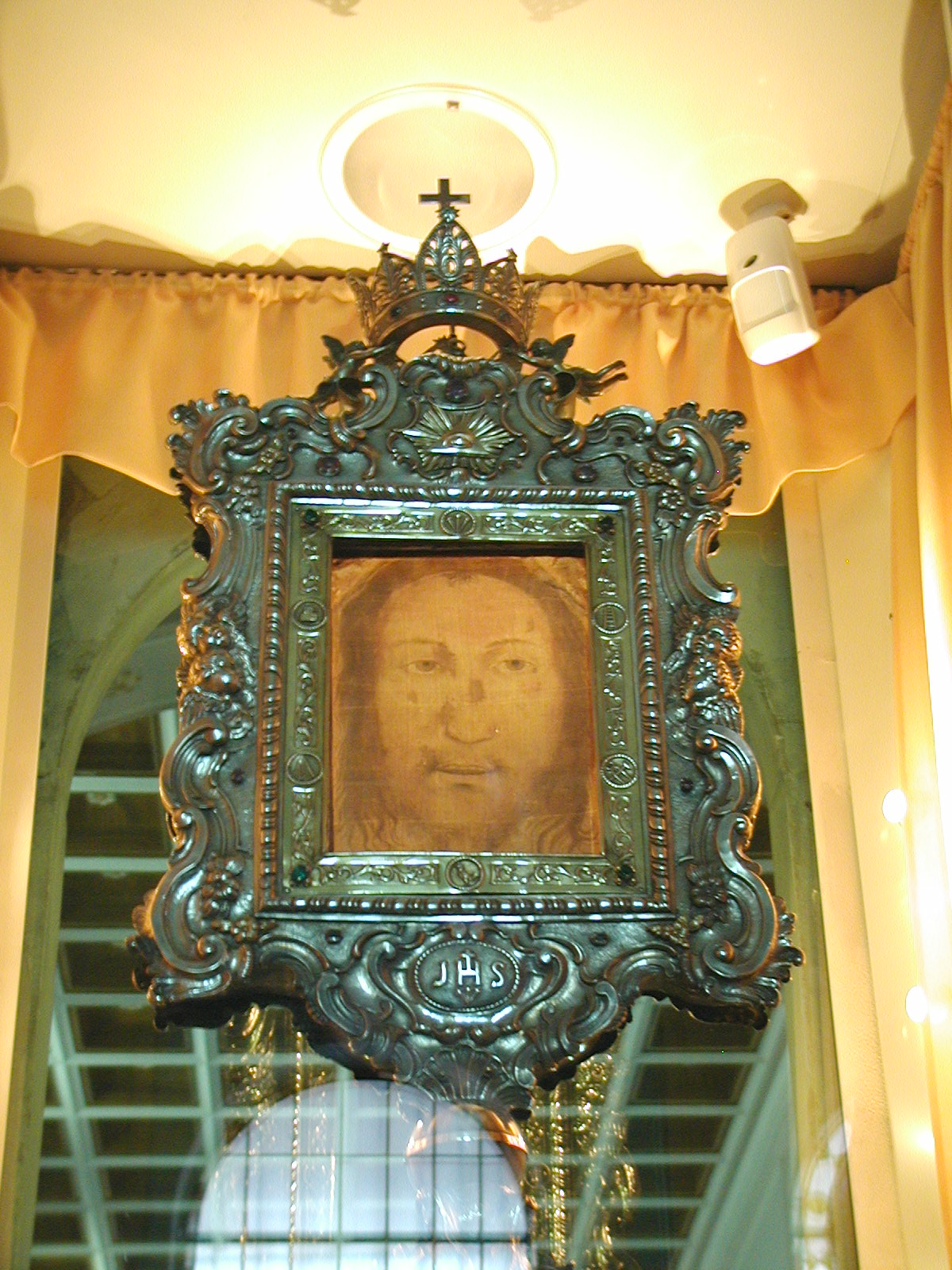
il Mandylion di Manoppello

L'immagine del Volto Santo di Manoppello su velo di bisso marino giunse in Abruzzo nel 1506 e misura 17 x 24 centimetri.
Ritrae un viso maschile con i capelli lunghi e la barba divisa a bande. Gli occhi si presentano aperti e la bocca socchiusa in un sorriso che mostra i denti dell'arcata superiore della bocca, mentre le pupille sono anisocoriche, come dal risveglio da un profondo coma o danno cerebrale anossico.
Risulta quasi invisibile se si mette contro la luce di una finestra, ma appare nitidissimo se lo si pone contro un ambiente scuro e lo si guarda con la luce dietro le spalle dell'osservatore.

### La Sindone di Torino
L'Esame del Carbonio 14 sulla Sindone, eseguito da un’equipe internazionale di studiosi nel 1988 ha indicato che il Sacro telo risale al XIV secolo; tale datazione è fortemente messa in discussione e invalidata da numerosi studiosi, in particolare per le contaminazioni ambientali, prima fra tutte quelle derivanti dell'incendio che ha danneggiato la Sindone nel 1532. Nel 1978, il giornalista Ian Wilson aveva avanzato l'ipotesi che il mandylion fosse la Sindone di Torino; questa ipotesi è tuttora seguita dalla maggioranza degli studiosi che ritengono che la Sindone sia autentica, in quanto essa spiegherebbe l'assenza di documenti storici che si riferiscano alla Sindone nei secoli precedenti.
Wilson sottolinea le similarità delle tradizioni riguardanti i due oggetti: entrambe le immagini erano considerate di origine miracolosa e provocate dal diretto contatto col volto o, rispettivamente, col corpo di Gesù. Un ovvio problema riguardo a questa ipotesi è il fatto che le fonti descrivono il mandylion come un fazzoletto sul quale era impresso il solo volto di Gesù, e non l'intero corpo. La soluzione proposta da Wilson è che la Sindone fosse stata ripiegata e inserita in un reliquiario in modo da mostrare solo quella parte dell'immagine: in effetti se si piega la Sindone tre volte nel senso della larghezza, in modo da formare otto strati sovrapposti, rimane visibile una sezione nella quale l'immagine del volto è in posizione centrale. Secondo gli studi di Wilson, i segni di queste piegature sono visibili nelle fotografie della Sindone ai raggi X.
Coerentemente con questa teoria, alcune antiche raffigurazioni del mandylion mostrano un reliquiario le cui dimensioni corrispondono a quelle della Sindone piegata in otto (circa 110x55 cm), con un'apertura circolare al centro attraverso la quale si vede il volto di Gesù, mentre tutto il resto dell'immagine rimane nascosto (è stato notato da alcuni critici che queste raffigurazioni mostrano Gesù con gli occhi aperti, mentre l'Uomo della Sindone li ha chiusi). Alan e Mary Whanger hanno costruito un modello in grandezza naturale di questo reliquiario e hanno riscontrato in alcune icone antiche (che essi ritengono copiate direttamente dalla Sindone) le tracce di un cerchio che corrisponde esattamente all'apertura del reliquiario.
Inoltre gli Atti di Taddeo, un testo del VI secolo che riferisce la leggenda secondo cui il mandylion sarebbe un telo su cui Gesù impresse miracolosamente il proprio volto, si riferiscono ad esso con la singolare espressione ràkos tetràdiplon, cioè "piegato quattro volte doppio".
Nel 944 l'arcidiacono Gregorio afferma che l'immagine del mandylion non reca tracce di colori artificiali, ma è solo "splendore" ed è stata impressa dalle gocce di sudore di Gesù. Il termine "splendore" si può accostare alla particolare natura dell'immagine sindonica, che risulta da un ingiallimento delle fibre del lino, mentre i due mandylion di Genova e Roma, invece, sono dipinti a colori. Egli inoltre menziona le "gocce di sangue sgorgate dal suo stesso fianco", dal che pare potersi dedurre che l'immagine si estendeva almeno fino al costato. Emanuela Marinelli ipotizza, quindi, che in quell'occasione il reliquiario fosse stato aperto e si fosse scoperta l'immagine intera.
Wilson identifica quindi il mandylion con la "sindone" (sydoine nel testo originale) che Roberto di Clary, cronista della Quarta crociata, vide alle Blacherne (dove, come si è detto, il mandylion era stato trasferito). Clary riferisce che su di essa era visibile la figura di Gesù, ma che era poi scomparsa durante il saccheggio della città ad opera dei crociati (13-15 aprile 1204):
(Roberto di Clary, citato in Luigi Garlaschelli, Processo alla Sindone, p.120)
Se la sindone vista da Roberto di Clary è la stessa che oggi si trova a Torino, è logico supporre che qualcuno dei crociati l'abbia portata con sé in Occidente; gli storici hanno avanzato diverse ipotesi al riguardo (vedi Storia della Sindone). Nel XIV secolo il cronista bizantino Niceforo Callisto scrisse che la statura di Gesù era stata misurata dai "tecnici" in 183 cm: appare logico supporre che questa misura fosse stata presa sulla sindone menzionata da Roberto di Clary. La statura di 183 cm è esattamente la stessa che in seguito i Savoia misurarono sulla Sindone di Torino: anche questa coincidenza sembrerebbe corroborare l'ipotesi dell'identità dei due oggetti.
È da notare però che nei suoi racconti Roberto di Clary parla anche esplicitamente del mandylion, sostenendo che era custodito in un vaso d'oro e in un altro punto della città.
Secondo altri studiosi, tra cui lo storico Charles Freeman, non ci sono evidenze storiche che permettano di identificare l'immagine di Edessa con la Sindone di Torino.